# هربرت باوخ
هربرت باوخ (آلمانی: Herbert Bauch؛ زادهٔ ۱۸ مهٔ ۱۹۵۷) بوکسور اهل آلمان بود.